# フェノチアジン
フェノチアジン（Phenothiazine）は、チアジンの両端にベンゼン環がそれぞれ2つ縮環してできた複素環式化合物である。黄色の結晶粉末であり、光に曝露すると徐々に濃緑色になる。殺虫剤、尿路感染症に用いられ、重合禁止剤、酸化防止剤、染料や精神安定剤、殺虫剤などの原料や母骨格としても使われる。

## フェノチアジンの誘導体
以下に代表的なものを記す。
- フェノチアジン系染料
  - メチレンブルー　（酸化還元指示薬）

- フェノチアジン系抗精神病薬
  - アルキルアミノ側鎖群
    - プロマジン
    - クロルプロマジン(抗精神病薬)
    - アセプロマジン
    - プロピオニルプロマジン
    - レボメプロマジン
    - プロメタジン（抗ヒスタミン薬、抗パーキンソン剤）

  - ピペリジン側鎖群
    - プロペリシアジン

  - ピペラジン側鎖群
    - フルフェナジン
    - ペルフェナジン